# Nitzan Horowitz
Nitzan Horowitz (in ebraico: נִצָּן הוֹרוֹבִיץ; Rishon LeZion, 24 febbraio 1965) è un politico israeliano, ministro della Salute dal 13 giugno 2021 al 29 dicembre 2022 e leader del partito Meretz.
Ex giornalista, in precedenza è stato corrispondente statunitense e commentatore per la Israeli News Company, per il canale televisivo Channel 2 News. In seguito è stato eletto parlamentare ed ha presieduto alla Knesset per due mandati completi dal 2009 al 2015 nella lista del partito Meretz. Nel 2013 si è candidato come sindaco di Tel Aviv, perdendo e ricevendo il 38% dei voti. Nel giugno 2019 ha vinto le primarie della Meretz ed è diventato leader del partito. Dal 13 giugno 2021 al 29 dicembre 2022 ha ricoperto la carica di ministro della Salute.

## Biografia
Horowitz è nato a Rishon LeZion nel 1965. Si è laureato presso la Tel Aviv University Law School e ha iniziato a lavorare come giornalista. Ha sostenuto l'indagine della Corte penale internazionale sui presunti crimini di guerra di Israele.

## Carriera giornalistica
All'inizio della sua carriera, è stato reporter per gli affari militari durante l'ultima fase della guerra in Libano del 1982 e responsabile delle notizie internazionali presso Army Radio tra il 1983 e il 1987. Nel 1987 ha cominciato a lavorare presso il quotidiano Hadashot come responsabile degli affari esteri. Nel 1989 è diventato responsabile degli affari esteri per Haaretz, quindi corrispondente di Haaretz a Parigi tra il 1993 e il 1998, coprendo anche l'Unione europea, in seguito corrispondente di Haaretz a Washington, dal 1998 al 2001. Tornato in Israele, Horowitz è stato il principale editorialista degli affari esteri di Haaretz.
Quando Hadashot 10 ha iniziato a trasmettere nel gennaio 2002, Horowitz ne ha fatto parte creando importanti film documentari dopo il disastro dello tsunami nell'Asia orientale e la fallita caccia all'uomo dopo Osama Bin Laden in Afghanistan;  è apparso regolarmente nel programma di attualità di Hadashot 10, London et Kirschenbaum, per il quale ha fornito report e analisi delle notizie globali.
Nel 2008, Horowitz ha creato e diretto una serie di documentari per Channel 10, intitolata WORLD: The Next Generation – Nitzan Horowitz alla ricerca del domani. La serie segue i principali fenomeni e tendenze che potrebbero plasmare il futuro del mondo nei prossimi decenni, tra cui la crisi dell'invecchiamento, la sostenibilità urbana, l'immigrazione, l'edilizia e lo sviluppo industriale in Cina e la rivoluzione hi-tech in India.
Horowitz è stato membro del consiglio dell'Associazione per i diritti civili in Israele.  Si è occupato anche di questioni ambientali e nel 2007 ha ricevuto il "Premio Pratt" per il giornalismo ambientale.